# Waterloo (álbum)
Waterloo es el nombre del segundo disco de estudio del grupo sueco ABBA. Fue lanzado el 4 de marzo de 1974, siendo el primer álbum en tener el nombre oficial del grupo. También se convirtió en su primer disco lanzado a nivel internacional. La canción que le da el nombre al álbum, fue la triunfadora en el Festival de la Canción de Eurovisión 1974.

## Grabación del Álbum
Waterloo fue el disco en el que ABBA pasó menos tiempo trabajando, completándolo en tan sólo cuatro meses. La grabación del álbum comenzó el 24 de septiembre de 1973, sólo unas semanas después de que ABBA regresara de su tour de ese verano, siendo "Dance (While The Music Still Goes On)" la primera canción en ser grabada.
El 16 y 17 de octubre del mismo año se lleva a cabo la primera sesión de grabación del grupo bajo el nombre de ABBA, completando cuatro canciones: "Suzy-Hang Around" (única canción de ABBA con Benny como líder vocal), "What About Livingstone?", "My Mama Said" y "Honey, Honey". Esta última sería elegida como tercer sencillo del álbum.
Las sesiones de grabación se aplazarían un poco, hasta el 14 de noviembre, cuando ABBA completa la canción "King Kong Song". Casi un mes después de esto, el 13 de diciembre el grupo vuelve al estudio y graban la balada "Gonna Sing You My Lovesong".
Finalmente, el 17 de diciembre de 1973, el cuarteto graba la canción más conocida del disco: "Waterloo", primeramente llamada "Honey Pie", su letra pegadiza y singular título le fueron dados por Stig Anderson. "Waterloo" fue seleccionada para convertirse en el primer sencillo del álbum, así como la canción para presentarse en el Melodifestivalen el siguiente año. También en ese día, el grupo graba el tema "Watch Out" que se convertiría en el lado B de "Waterloo".
Justo un día después, ABBA completa la balada "Who's Gonna Love You", que gracias a la letra de Stig, se convirtió en "Hasta Mañana". Junto con "Waterloo" es una de las posibles opciones para presentar en el Melodifestivalen 1974, pero el grupo decide dejar a "Hasta Mañana" como una pista más del álbum. Ese mismo 18 de diciembre ABBA culmina la grabación de su disco con la terminación del tema "Sittin' In The Palm Tree".
Después del triunfo en Eurovisión, ABBA graba versiones en otros idiomas de su éxito "Waterloo", así como los remixes de "Ring-Ring", que se convertirán en sencillos en territorios seleccionados. Décadas después, estas canciones son integradas al álbum como bonus tracks, junto con la versión en sueco de "Honey, Honey", grabada previamente en enero de 1974.

## Lanzamientos
Waterloo fue el primer álbum del grupo en ser lanzado en muchos países fuera de Escandinavia, como Estados Unidos, España, Francia, Canadá, Reino Unido, etc. Fue primeramente lanzado por Polar Music el 4 de marzo de 1974 en Suecia. 

### Variaciones
| País                          | Año  | Formato  | N.º de catálogo       | Comentarios                                            |
| ----------------------------- | ---- | -------- | --------------------- | ------------------------------------------------------ |
| Suecia                        | 1974 | LP       | Polar POLS 252        | Versión original                                       |
| Checoslovaquia                | 1975 | LP       | Opus - 9113 0330      | Mezcla de canciones de los discos Ring Ring y Waterloo |
| República Democrática Alemana | 1975 | LP       | Amiga - 8 55 465      | Diferente portada e incluye "So Long"                  |
| Suecia                        | 1997 | CD       | Polydor - 533 985-2   | Primera masterización                                  |
| Suecia                        | 2001 | CD       | Polar - 549 951-2     | Segunda masterización                                  |
| Suecia                        | 2004 | CD y DVD | Polar 986 6148        | Edición de 30.º aniversario                            |
| Suecia                        | 2005 | CD       | Polar - 0602498723135 | Tercera masterización                                  |

## Lista de temas

### LP Original (1974)
| Lado A |                                                   |                                               |          |  |
| N.º    | Título                                            | Escritor(es)                                  | Duración |  |
| 1.     | «Waterloo» (En Suecia estaba la versión en sueco) | Stig Anderson, Benny Andersson, Björn Ulvaeus | 2:44     |  |
| 2.     | «Sittin' In The Palm Tree»                        | Benny Andersson, Björn Ulvaeus                | 3:37     |  |
| 3.     | «King Kong Song»                                  | Benny Andersson, Björn Ulvaeus                | 3:11     |  |
| 4.     | «Hasta mañana»                                    | Stig Anderson, Benny Andersson, Björn Ulvaeus | 3:09     |  |
| 5.     | «My Mama Said»                                    | Benny Andersson, Björn Ulvaeus                | 3:11     |  |
| 6.     | «Dance (While The Music Still Goes On)»           | Stig Anderson, Benny Andersson, Björn Ulvaeus | 3:12     |  |

| Lado B |                               |                                               |          |  |
| N.º    | Título                        | Escritor(es)                                  | Duración |  |
| 7.     | «Honey, Honey»                | Stig Anderson, Benny Andersson, Björn Ulvaeus | 2:55     |  |
| 8.     | «Watch Out»                   | Benny Andersson, Björn Ulvaeus                | 3:49     |  |
| 9.     | «What About Livingstone?»     | Benny Andersson, Björn Ulvaeus                | 2:55     |  |
| 10.    | «Gonna Sing You My Love Song» | Benny Andersson, Björn Ulvaeus                | 3:41     |  |
| 11.    | «Suzy-Hang-Around»            | Benny Andersson, Björn Ulvaeus                | 3:10     |  |
| 35:43  |                               |                                               |          |  |

### Pistas adicionales
| 2001  |                                                             |                                                                       |          |  |
| N.º   | Título                                                      | Escritor(es)                                                          | Duración |  |
| 12.   | «Ring-Ring» (Remix de 1974. Versión del sencillo británico) | Stig Anderson, Benny Andersson, Björn Ulvaeus, Neil Sedaka, Phil Cody | 3:06     |  |
| 13.   | «Waterloo» (Versión en sueco)                               | Stig Anderson, Benny Andersson, Björn Ulvaeus                         | 2:45     |  |
| 14.   | «Honey, Honey» (Versión en sueco)                           | Benny Andersson, Björn Ulvaeus                                        | 2:59     |  |
| 53:12 |                                                             |                                                                       |          |  |

| Waterloo: 30th Anniversary Edition |                                                                  |                                                                       |          |  |
| N.º                                | Título                                                           | Escritor(es)                                                          | Duración |  |
| 12.                                | «Ring-Ring» (Remix de 1974. Versión del sencillo estadounidense) | Stig Anderson, Benny Andersson, Björn Ulvaeus, Neil Sedaka, Phil Cody | 3:06     |  |
| 13.                                | «Waterloo» (Versión en sueco)                                    | Stig Anderson, Benny Andersson, Björn Ulvaeus                         | 2:45     |  |
| 14.                                | «Honey, Honey» (Versión en sueco)                                | Stig Anderson, Benny Andersson, Björn Ulvaeus                         | 2:59     |  |
| 15.                                | «Waterloo» (Versión en alemán)                                   | Stig Anderson, Benny Andersson, Björn Ulvaeus, Gerd Müller-Schwanke   | 2:44     |  |
| 16.                                | «Waterloo» (Versión en francés)                                  | Stig Anderson, Benny Andersson, Björn Ulvaeus, Alain Boubill          | 2:42     |  |
| 55:52                              |                                                                  |                                                                       |          |  |

| The Complete Studio Recordings |                                                                  |                                                                               |          |  |
| N.º                            | Título                                                           | Escritor(es)                                                                  | Duración |  |
| 12.                            | «Ring Ring» (Remix de 1974. Versión del sencillo estadounidense) | Stig Anderson, Benny Andersson, Björn Ulvaeus, Neil Sedaka, Phil Cody         | 3:06     |  |
| 13.                            | «Waterloo» (Versión en sueco)                                    | Stig Anderson, Benny Andersson, Björn Ulvaeus                                 | 2:45     |  |
| 14.                            | «Honey, Honey» (Versión en sueco)                                | Stig Anderson, Benny Andersson, Björn Ulvaeus                                 | 2:59     |  |
| 15.                            | «Waterloo» (Versión en alemán)                                   | Stig Anderson, Benny Andersson, Björn Ulvaeus, Gerd Müller Schwanke           | 2:44     |  |
| 16.                            | «Hasta mañana» (Versión en español)                              | Stig Anderson, Benny Andersson, Björn Ulvaeus, Budy McCluskey, Mary McCluskey | 3:09     |  |
| 17.                            | «Ring Ring» (Remix de 1974. Versión del sencillo británico)      | Stig Anderson, Benny Andersson, Björn Ulvaeus, Neil Sedaka, Phil Cody         | 3:10     |  |
| 18.                            | «Waterloo» (Versión en francés)                                  | Stig Anderson, Benny Andersson, Björn Ulvaeus, Alain Boublil                  | 2:42     |  |
| 63:11                          |                                                                  |                                                                               |          |  |

## Recepción

### Listas de Popularidad
A diferencia de su antecesor, Waterloo logró entrar a la lista de los diez primeros en diez países, y alcanzar el número uno en Noruega y Suecia. También se convirtió en su primer álbum en entrar a las listas de los dos países más importantes del mercado musical (Estados Unidos y el Reino Unido, aunque con entradas algo bajas en ambos. Waterloo re-entró por dos semanas a las listas suecas en el 2004, alcanzando el número 49.
| Lista                                     | Posición |
| ----------------------------------------- | -------- |
| Noruega Top 20 VG Álbum Chart             | 1        |
| Suecia Álbum/Singles Chart                | 1        |
| Finlandia Top 40 YLE Álbum Chart          | 1        |
| Alemania Top 50 Media Control Álbum Chart | 1        |
| México Lista De Álbumes Internacionales   | 1        |
| Bélgica Top 50 Álbum Chart                | 1        |
| Australia ARIA Top 50 Álbum Chart         | 1        |
| UK Álbum Chart                            | 9        |
| Nueva Zelanda RIANZ Top 40 Álbum Chart    | 5        |
| Suecia Top 60 Sverige Álbum Chart         | 6        |
| E.U. Billboard 200                        | 10       |
| E.U. Top 200 Record World Álbum Chart     | 12       |
| E.U. Top 200 Cashbox Álbum Chart          | 19       |

### Ventas y certificaciones
Waterloo recibió seis certificaciones por sus ventas en países europeos y en Oceanía. En Alemania, Waterloo alcanzó su más alta certificación en el 2004, alcanzando platino por vender más de medio millón de copias en ese país. Con sólo cifras de certificaciones, Waterloo ha vendido más de 650,000 copias a nivel mundial, desde su lanzamiento hasta el 2014; el álbum ha vendido un poco más de 2,500,000 a nivel mundial.
| País/Organización | Certificación | Ventas  |
| ----------------- | ------------- | ------- |
| IFPI              | Platino       | 500,000 |
| ARIA              | Oro X 2       | 70,000  |
| RIANZ             | Oro           | 7,500   |
| IFPI              | Oro           | 25,035  |
| ZPAV              | Oro           | 20,000  |
| BPI               | Plata         | 70,000  |

### Críticas
Waterlo no recibió muy buenas críticas, pero fueron mejores a las dadas a us antecesor, Ring Ring. En el sitio web Allmusic, el crítico Bruce Eder menciona "Este álbum es un lanzamiento más extraño del grupo, por el hecho de que los chicos todavía aparecen en algunas canciones como líoderes vocales, y por la variedad de sonidos - incluyendo reggae, folk-rock y hard rock - enlazados en sus canciones".
En la revista Rolling Stone de agosto de 1974, Ken Barnes le da una crítica más favorable diciendo que "El álbum es uno de esos discos que se tocan infinitamente, rico en temas muy sobresalientes". Otro crítico de la época, Adrian Denning, escribe del álbum "Hay cosas que sobresalen lo suficiente como "Honey, Honey" y la canción que le da nombre al álbum, para no despreciar el disco "Waterloo enteramente", dándole una calificación de seis.
Una crítica más negativa la da el crítico ruso George Starostin que escribe: "Algunas cosas desagradables, y algunas no tan buenas", calificándolo con tres estrellas de diez y clasificándolo como "verdaderamente ofensivo". Finalmente Everett True del sitio web Amazon.com dice "Además, este lanzamiento del grupo fue más variable", refiriéndose a la variedad de estilos de las canciones que componen el álbum.

## Personal
ABBA
- Benny Andersson – piano, teclado, vocales, moog modular, melotrón
- Agnetha Fältskog – vocales
- Anni-Frid Lyngstad – vocales
- Björn Ulvaeus – guitarra acústica, guitarra, vocales

Personal adicional
- Ola Brunkert – batería
- Christer Eklund – saxofón
- Malando Gassama – percusión, conga
- Rutger Gunnarsson – bajo
- Per Sahlberg – bajo
- Janne Schaffer – guitarra
- Sven-Olof Walldoff – strings

### Producción
- Productores: Benny Andersson, Björn Ulvaeus
- Ingeniero de sonido: Michael B. Tretow
- Fotografía: Ola Lager
- Diseño original del álbum: Ron Spaulding